# Выборы в Законодательное собрание Адена (1955)
Выборы в законодательный Совет были проведены впервые в колонии Аден в 1955 году. Однако, только четыре из членов Совета 18 мест были избраны. Были введены ограничения на избирательное право , связанные с возрастом, пола, имущественного и оседлости. Только около 5000 человек участвоали вголосовании, ограничения обеспечили, что только лоялисты в правительство были избраны. после выборов там были протесты по поводу ограничения избирательного права  и стремление к независимости.

## Фон
Изменения в Конституцию колонии были объявлены 20 июля 1955 года. членство в Совете было увеличено с 16 до 18, один официальный и один неофициальный член добавил. Число номинантов сократилось с восьми до пяти, один из которых будет выбран губернатором, чтобы представить бизнес-сектора.
Из Избранных членов, один избирается членами Аденского Муниципального Совета и три по одномандатным избирательным округам.